# جمعه (فیلم ۱۳۵۶)
جمعه فیلمی به کارگردانی کامران قدکچیان و نویسندگی فریدون گله محصول سال ۱۳۵۶ است.

## خلاصه داستان
چهار مرد: اکبر، رانندهٔ تاکسی، منصور، کارمند دولت، مصطفی، مشت زن، و قاسم، قاچاق چی، کیف ربوده شدهٔ مردی را به او بازمی‌گردانند، و مرد به عنوان پاداش چکی به مبلغ چهل هزار تومان به نام آنها صادر می‌کند. فردای آن روز تعطیل است و آنها، که به هم اطمینان ندارند، در خانهٔ منصور ساکن می‌شوند. منصور با همسر و دخترش مرضیه زندگی می‌کند، و مصطفی به دختر، که پیش از این اغفال شده، دل می‌بندد. مصطفی در مسابقهٔ انتخابی آسیایی، که روز جمعه برگزار می‌شود، حریف خود را شکست می‌دهد. در این فاصله قاسم با دوستان خود قرار می‌گذارد که روز شنبه موقع وصول چک آماده باشند و کیف پول را بربایند. همدستان قاسم وارد عمل می‌شوند و منصور، در درگیری با گلولهٔ قاسم، از پا درمی آید. قاسم دستگیر می‌شود و منصور، در آخرین لحظه، دخترش را به مصطفی می‌سپارد.

## بازیگران
- بهمن مفید
- پرویز فنی زاده
- رضا کرم رضایی
- تقی مختار
- گلی زنگنه
- نعمت‌اله گرجی
- مهری ودادیان
- پریسا
- علی شعاعی
- اسفندیار ماوندادی
- کاظم افرندنیا
- اکبر اصفهانی
- عباس مظاهری
- امیررضا بیک
- یدالله محمدی‌نژاد
- شهناز